# Pueblo of Sandia Village (Nuevo México)
Pueblo of Sandia Village es un lugar designado por el censo ubicado en el condado de Sandoval en el estado estadounidense de Nuevo México. En el Censo de 2010 tenía una población de 369 habitantes y una densidad poblacional de 125,64 personas por km².

## Geografía
Pueblo of Sandia Village se encuentra ubicado en las coordenadas 35°15′14″N 106°34′14″O / 35.25389, -106.57056. Según la Oficina del Censo de los Estados Unidos, Pueblo of Sandia Village tiene una superficie total de 2.94 km², de la cual 2.94 km² corresponden a tierra firme y (0%) 0 km² es agua.

## Demografía
Según el censo de 2010, había 369 personas residiendo en Pueblo of Sandia Village. La densidad de población era de 125,64 hab./km². De los 369 habitantes, Pueblo of Sandia Village estaba compuesto por el 1.36% blancos, el 0.27% eran afroamericanos, el 93.77% eran amerindios, el 0% eran asiáticos, el 0% eran isleños del Pacífico, el 2.44% eran de otras razas y el 2.17% pertenecían a dos o más razas. Del total de la población el 11.38% eran hispanos o latinos de cualquier raza.